# Criação Original
Criação Original (em persa médio: Bundahišn), por vezes chamado Conhecimento de Zande (Zand-āgāhīh) é uma obra escrita em pálavi cujo conteúdo compreende uma coleção enciclopédica de cosmogonia e cosmologia zoroástrica e um pequeno relato da história da lendária dinastia caiânida e Eranxar naquele tempo. Também existe um Ṣad dar-e Bondaheš, uma obra consideravelmente tardia (século XIV-XV) em persa que contém uma miscelânea de 100 capítulos sobre religião, morais, lendas e liturgia zoroastrista.

## Nome
A obra está preservada em duas recensões distintas. A primeira, mais breve e potencialmente mais corrompida, é conhecida como Bundahišn Indiano ou Bundahišn Menor (IBd.). Seu nome provém da sexta palavra da primeira linha da recensão: Zand [ī] āgāh ī nazdist abar bundahišnīh ī Ohramazd ud patyārag ī gannāg mēnōg, ou seja, Conhecimento de Zande, que é primeiro sobre a Criação Original de Aúra-Masda e o ataque do Espírito Mal. O primeiro manuscrito com a melhor e mais completa recensão foi levada à Índia do Irã em cerca de 1870 e assim foi batizada Bundahišn Maior ou Bundahišn Iraniano. A introdução da recensão maior indica que nenhum dos nomes já usados para descrevê-la é seu nome original. Na íntegra a introdução diz: ān < ī> zand āgāhīh, nazdist abar *bundahišnīh ī Ohrmazd ud petyāragīh ī gannāg mēnōg, pas abar čiyōnīh ī gēhān ud dām az bundahišnīh tā frazām [IBd. aqui: ī tan ī pasēn], čiyōn az dēn ī māzdēsnān paydāg, pas abar xīr *ke *gēhān dārēd, pad wizārišn ī čēīh ud čiyōnīh, ou seja, Conhecimento de Zande; primeiro sobre a criação original de Aúra-Masda e o (contra-)ataque do Espírito Mal; então sobre a natureza do mundo e as criaturas da Criação Original até o fim [Que é o Corpo Final], como é revelado na religião dos cultuadores de Masda; então sobre as coisas que o mundo contém, com uma interpretação de sua essência e natureza. D. Neil MacKenzie sugeriu, embora afirme que é improvável, que o primeiro *bundahišnīh pode ser lido *bunyaštīh, ou seja, a fundamentalidade de Aúra-Masda.

## Edições
Os atuais manuscritos da Criação Original indiana derivam de dois códices de miscelâneas de textos pálavis, K. (Copenhague) 20 e H. (Haugue) 6, ambos do final do século XIV e começo do XV e ligeiramente incompletos, e 19 folios soltos (agora K20b) de datação mais antiga. A organização dos capítulos da versão indiana é diferente nos dois códices, e três estão completamente ausente no H6, sugerindo que pode ter sido copiado de um manuscrito já danificado. O primeiro códice a ser levado à Europa por Anquetil-Duperron foi uma copiada do K20 em Surate em 1734. Deste, Anquetil publicou sua tradução em Paris em 1771. Em 1820, K20 e K20b foram levados para Copenhague por Rask e estão agora guardados na biblioteca universitária local. Westergaard publicou uma cópia litografada do texto do K20 em 1851 e desta Haug traduziu os primeiros três capítulos em 1854 e Spiegel várias passagens em 1860. Uma tradução completa por Windischmann foi feita em 1863.
Em 1864, em Surate, Haug obteve o manuscrito H6, datado por Broach de 1397. É deste códice (mais tarde conhecido como M [Munique] 51) que derivavam as versões Pazande do texto indiano em vários manuscritos. Textos pálavis que também derivaram dele estiveram em Londres e Oxônia por muitos anos e também foram usados por Justi em sua primeira edição crítica do texto de 1868. O texto indiano foi novamente litografado em 1897 por Unvalla e em 1931 os códices K20 e K20b foram publicados em facsimile. Cerca de 1870, Tehmuras Dinshawji Anklesaria obteve do Irã o códice (agora conhecido em sua homenagem como TD1) contendo o texto iraniano e em 1880 uma segunda cópia (TD2) de Iázide, datada de 1626. Foi estimado por West que TD1, que carece de alguns folios do começo e fim, foi escrito cerca de 1530 (ou talvez 1550, ou mesmo uma geração depois) na Carmânia e seria assim o manuscrito conhecido mais velho dessa recensão.
A primeira tradução ao inglês da Criação Original indiana, mas com adições do TD1 (sobretudo o capítulo XXXV A), foi publicada por West em 1880. No mesmo ano se percebeu que os primeiros dois folios do imperfeito códice K43, trazido do Irã para Copenhague por Westergaard em 1843, continua parte do último capítulo da Criação Original iraniana, com um colofão escrito em 1587. O fragmento foi publicado em facsimile em 1882 por Andreas (e novamente em 1936, com o códice inteiro). Outro bom manuscrito da versão iraniana (chamado DH) foi mais tarde encontrado na biblioteca de Dastur Hoxangue Jamaspe (Dastur Hoshang Jamasp) de Pune; foi escrito em 1597 e carece de cerca de 16 folios. Em 1908, TD2 foi publicado em facsimile apesar de ser tardio e impreciso como aquele que fornecia o texto mais completo. As leituras variantes de DH foram, no entanto, impressas na introdução. É esta edição que todas as publicações subsequentes fazem referências, por página e linha. Apesar de uma cópia feita cerca de 1888 por Darmesteter e mantida na Biblioteca Nacional em Paris, TD1 permaneceu desconhecido pelo público até ele e DH serem publicados em facsimile em Teerã em 1970. A cópia de Paris foi compilada por Bailey e sua colação disponibilizada para alguns outros estudiosos.
Em 1933, Bailey apresentou uma transliteração e tradução completa e anotada da versão iraniana como uma tese de doutorado em Oxônia. Embora não publicada, uma cópia da obra circulou entre estudiosos por alguns anos e no fim da década de 1980 estava sendo revisada para publicação pelo autor. Outra transliteração e tradução ao inglês por B. T. Anklesaria, iniciada em 1908, foi laboriosamente definido em tipo em Bombaim e a introdução estava pronta para publicação cerca de 1935. Em 1945, um anos após a morte do autor, a imprenta foi destruída por um incêndio e quase todas as cópias impressas se perderam. A obra somente apareceu em 1956, reproduzida por fotozincografia de uma cópia sobrevivente da impressão original, sob o título de Conhecimento de Zande (Zand-ākāsīh). vários capítulos em separado foram editados por vários estudiosos, do mesmo modo que pequenas passagens. Um índice de glossário pálavi-persa da Criação Original, com referências incompletas, foi publicado por Bahar em 1967 e um índice anotado de palavras selecionadas foi publicado por Choksy em 1986.

## Autoria
É provável que a obra foi produzida por redatores diferentes, mas é impossível dizer inclusive a data de sua primeira compilação. Há várias referências aos conquistadores árabes muçulmanos do Império Sassânida e seu desgoverno e irreligião, o que poderia indicar uma origem pós-islâmica, mas também é incerto se essas informações foram posteriormente adicionadas ou não. Vários estudiosos presumem que os capítulos finais (XXVI até XXXVI) são póstumos, enquanto a obra como um todo era, nas palavras de W. B. Henning, "uma obra original sobre cosmologia na qual os dispersos ensinamentos do Avestá foram reunidos e colocados em sistema por um autor que, vivendo possivelmente no fim da época sassânida, possuía conhecimento enciclopédico da literatura avéstica". O autor da Criação Original também tinha conhecimento da literatura científica grega que chegou ao Irã com os sassânidas, como o conteúdo do capítulo XXVIII que apresenta grande similaridade com o tratado hipocrático Sobre os Sete Ciclos Diários (De hebdomadibus), ou o conteúdo astronômico do capítulo II, que além de possuir visões quase pre-históricas, nas palavras de D. Neil MacKenzie, também possui elementos da ciência grega e indiana. Segundo Henning, "não há dúvida de que o autor sabia perfeitamente bem que a lua é mais próxima da terra do que as estrelas fixas; para dizê-lo, no entanto, contra a autoridade das Escrituras, teria marcado ele como um herege."
Entre os autores da última redação importante estava evidentemente o sacerdote que se denomina entre outros no final da "família dos mobades" como "Farbai [Farrbay], a quem chamam Jadagi [Jādagīh] [filho] de Axuaiste [Ašwahišt]. Seu nome era provavelmente um título honorífico que significa "repartição" reconhecendo o portador dele como uma dádiva de Deus ao seu rebanho. Ele nomeia como seu contemporâneo (talvez seu tio) Zadesprão (Zādsprahm) (filho) de Juvanjam (Juwānǰam), que é conhecido como autor de uma compilação muito similar, as Seleções do Zadesprão (Wizīdagīhā ī Zādspram). A partir de epístolas datadas de seu irmão mais velho Manuschir (Mānuščihr), Zadesprão estava ativo cerca de 880. Desse modo, a redação final predata o início da literatura neopersa em quase um século e deixa a Criação Original quase contemporânea ao começo da ciência islâmica, sobretudo as várias obras sobre história, geografia e medicina escritas em árabe (frequentemente por persas) no século IX.

## Compilação
A primeira fonte da compilação, como frequentemente se declara, foi a religião (dēn), como registrado nas escrituras. Repetidamente atribui-se a um anônimo "Ele", talvez o Criador. As fontes em si não são citadas, mas algumas podem ser citadas no zande sobrevivente, ou seja, a tradicional tradução e comentário pálavi do Avestá. Por exemplo, o capítulo XXXI, sobre as terras de Eranxar (o Império do Irã), segue de perto a primeira seção do Vendidade pálavi, mas altera vários termos e topônimos de modo a conciliar a visão de mundo o Império Sassânida precoce com o texto avéstico e a realidade pós-islâmica do Irã. O capítulo IX, que lista montanhas, claramente se baseia no Iaste 19, do qual nenhum zande sobreviveu. O capítulo XI B, sobre os 17 tips de "água", é uma expansão do pálavi Iasna 38.3-5. Uma comparação do conteúdo remanescente da Criação Original iraniana com o do perdido Dāmdād nask do Avestá, como esboçado no pálavi Dencarde, livro VIII capítulo 5, também revela semelhanças. Não é mais possível distinguir inteiramente, entretanto, o material original de acréscimos póstumos, se foram glossas singulares ou seções inteiras. Esforços têm sido feitos por vários estudiosos, notavelmente Nyberg e Zaehner, para identificar passagens que evidenciam uma origem dentro da heresia zurvanita. Em um nível mais mundano, o capítulo IX fornece um bom exemplo do esforço ocasional de editores posteriores, cujas várias notas foram incorporadas ao texto, para identificar os dados tradicionais (e até mesmo míticos) da Avestá com dados geográficos reais dentro de seus próprios conhecimentos.

## Conteúdo
Segundo estimado por West, a versão indiana da obra tinha, muito aproximadamente, 13 000 palavras: na sua versão completa possui menos da metade da extensão da versão iraniana. Dos 36 capítulos em que o último é geralmente dividido, a versão indiana contém apenas partes de 22 e estão de algum modo confusos. Justi e West deram a algumas seções de capítulos números separados, cada tradução continha trinta e quatro (diferentes) capítulos, aos quais Justi anexou um trigésimo quinto não canônico de uma transcrição de um Pazande do versão indiana. Na seguinte lista de conteúdos, os capítulos da versão indiana são numerados em algarismos e letras romanas, após a edição de B. T. Anklesaria. Os números das seções correspondentes da tradução de West da versão indiana aparecem entre parênteses em algarismos arábicos. O conteúdo dos capítulos sem títulos somente aparece traduzido:
I. (1) A criação original de Aúra-Masda e o ataque do Espírito Maligno
I A. Abar dām-dahišnīh ī gētīgīhā (Sobre a criação material das criaturas)
II. (2) Abar frāz-brēhēnišnīh < ī > rōšnān (Sobre a criação das luzes)
III. Abar čim ī dahišnīh ī dām ō ardīkkarīh (Sobre a razão à criação das criaturas, por fazer batalha)
IV. (3) Abar dwāristan ī ēbgat ō dām (Sobre a marcha do Adversário contra as criaturas)
IV A. (4) A morte do Boi criado
V. (5) Abar hamēstārīh < ī> *dōnān mēnōgān (Sobre a oposição dos dois Espíritos)
V A. Abar zāyč ī gēhān, kū čiyōn ǰast (Sobre o horóscopo do mundo, como isso aconteceu)
V B. Os planetas
VI. Abar ardīg-kunišnīh < ī> dahišnān <ī> gētīg padīrag gannāg mēnōh (Sobre a batalha das criações do mundo contra o espírito maligno)
VI A. (6) Nazdist ardīg mēnōg ī asmān abāg gannāg mēnōg kard (A primeira batalha que o Espírito do Céu fez contra o espírito Maligno)
VI B (7) Dudīgar ardīg āb kard (A segunda batalha que a Água fez)
VI C. (8) Sidīgar ardīg zamīg kard (A terceira batalha que a Terra fez)
VI D. (9) Čahārom ardīg urwar kard (A quarta batalha que a Planta fez)
VI E. (10) Panǰom ardīg gāw ī ēkdād kard (A quinta batalha que o Boi criado sozinho fez)
VI F. Šašom ardīg Gayōmard kard (A sexta batalha que Gaiomarde fez)
VI G. Haftom ardīg ātaš kard (A sétima batalha que o Fogo fez)
VI H. 8om ardīg axtarān kard (A oitava batalha que as estrelas fixas fizeram)
VI I. 9om ardīg mēnōgān yazadān abāg gannāg mēnōg kard (A nona batalha que os deuses espirituais fizeram com o Espírito Maligno)
VI J. 10om < ardīg > starān < ī> agumēzišnīg kard (A décima batalha que as estrelas não afetadas pela Mixagem fizeram)
VII. Abar ēwēnag ī awēšān dahišnān (Sobre a forma dessas criações)
VIII. (11) Abar čiyōnīh < ī> zamīgān (Sobre a natureza das terras)
IX. (12) Abar čiyōnīh < ī > kōfān (Sobre a natureza das montanhas)
X. (13) Abar čiyōnīh ī zrēhān (Sobre a natureza dos mares)
XI. (20) Abar čiyōnīh ī rōdīhā (Sobre a natureza dos rios)
XI A. (20) Abar nāmčištīg rōdīhā (Sobre rios particulares)
XI B. (21) Os 17 tipos de líquidos
XI C. (21) A insatisfação dos rios Arangue, Marve e Helmande
XII. (22) Abar čiyōnīh < ī> warīhā (Sobre a natureza dos lagos)
XIII. (14) Abar čiyōnīh <ī> gōspandān<ī> 5 ēwēnag (Sobre a natureza dos 5 tipos de animais)
XIV. (15) Abar čiyōnīh ī mardōmān (Sobre a natureza dos homens)
XIV A. Abar čiyōnīh ī zanān (Sobre a natureza das mulheres)
XIV B. (23) Sobre negros
XV. (16) Abar čiyōnīh ī zāyišnān ī az har sardag (Sobre a natureza dos nascimentos de todo tipo)
XV A. (16) Sobre tipos de reprodução
XVI. (27) Abar čiyōnīh <ī> urwarān (Sobre a natureza das plantas)
XVI A. (27) Sobre flores
XVII. (24) Abar radīhā <ī> mardōmān (ud) gōspandān (ud) har tis-ēw (Sobre  os chefes dos homens e animais e cada coisa)
XVII A. Sobre a inequalidade das coisas
XVIII. (17) Abar čiyōnīh ī ātaxš (Sobre a natureza do fogo)
XIX. Abar čiyōnīh ī xwāb (Sobre a natureza do sono)
XIX A. A independência da terra, água e plantas do esforço e descanso
XX. Sobre filhos
XXI. Abar čiyōnīh ī wād ud abr ud wārān (Sobre a natureza do vento, nuvem e chuva)
XXII. Abar čiyōnīh ī xrafstarān (Sobre a natureza de criaturas nocivas)
XXIII. Abar čiyōnīh ī gurg-sardagān (Sobre a natureza das espécies de lobos)
XXIV. Abar tis tis kū pad čē šōn dād ēstēd u-šān hamēstārīh <ī> abar mad (Sobre as várias coisas, de que maneira foram criadas e a oposição que aconteceu com elas)
A-C. (18) A árvore Gocarno (Gōkarn), o Wās ī Paṇčāsadwarān (peixe), a Árvore de muitas sementes
D-U. (19) O burro de três pernas, o touro Hadaiaxe (Haδayãš), o pássaro Chamroxe (Čamroš), o pássaro Carxifte (Karšift), o pássaro Axozuste (Ašōzušt), a utilidade de outras bestas e pássaros, o falcão branco, o pássaro Casqueno (Kāskēn), o abutre, os cachorros, a raposa, a doninha, o rato, o ouriço, o castor, a águia, o cavalo árabe, o galo.
XXV. (25) Abar sāl ī dēnīg (Sobre o ano religioso)
XXVI. Abar wuzurg kardārīh ī mēnōgān yazadān (Sobre a grande atividade dos deuses espirituais)
XXVII. (28) Abar duškunišnīh ī Ahreman (ud) dēwān (Sobre o mal-fazer de Aremano e os demônios)
XXVIII. Abar tan ī mardōmān handāzag ī gētīg (Sobre o corpo dos homens como medida do mundo (microcosmo))
XXIX. (29) Abar radīh ī kišwarān (Sobre a chefia dos continentes)
XXX. Abar čēh-widarag puhl ud ruwān ī widardagān (Sobre a ponte Chinuade (Činwad) e as almas dos falecidos)
XXXI. Abar mānīhā ī nāmčištīg az Ērānšahr, mān ī kayān (Sobre terras particulares de Eranxar, a casa de Caiso)
XXXII. Abar mānīhā ī kayān kard pad xwarrah, kē abdīhā ud škoftīhā gōwēnd (Sobre as casas que o Caiso fez com esplendor, que são chamados milagres e maravilhas )
XXXIII. Abar wizend <ī> hazārag hazārag ō Ērānšahr mad (Sobre as aflições que aconteceram a Eranxar em cada milênio)
XXXIV. (30) Abar ristāxēz ud tan ī pasēn (Sobre a ressurreição dos mortos e o Corpo Final)
XXXV. (31-32) Abar tōhmag ud frazand ī kayān (Sobre o estoque e prole de Caiso)
XXXV A. (33) Dūdag ī mōbedān (A família dos mobades)
XXXVI. (34) Abar sāl <ī> *maṛčābukān zamān <ī> 12,000 sāl (Sobre os anos dos heróis no tempo de 12 000 anos)